# Amphientulus ruseki
Amphientulus ruseki – gatunek pierwogonka z rzędu Acerentomata i rodziny Acerentomidae.

## Taksonomia
Gatunek opisany w 1978 przez Josefa Noska i nazwany Barberentulus ruseki na cześć Josefa Ruska. Z rodzaju Barberentulus do Amphientulus przeniósł ten gatunek Søren L. Tuxen w 1981

## Występowanie
Gatunek ten jest endemitem Madagaskaru, znanym wyłącznie z północnego masywu gór Chaines Anosyennes w południowo-wschodniej części wyspy.